# Marion County (Texas)
Marion County je okres ve státě Texas v USA. K roku 2010 zde žilo 10 546 obyvatel. Správním městem okresu je Jefferson. Celková rozloha okresu činí 1 088 km².